# The Kid Laroi

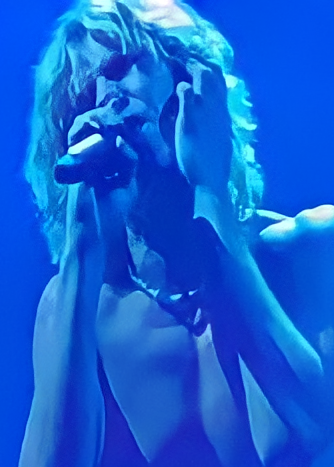
The Kid Laroi, 2022

The Kid Laroi (* 17. August 2003 in Sydney; eigentlicher Name Charlton Kenneth Jeffrey Howard), Eigenschreibweise The Kid LAROI, ist ein australischer Rapper, Sänger und Songwriter. Seinen internationalen Durchbruch im Jahr 2020 verdankte er dem im Jahr zuvor verstorbenen US-amerikanischen Rapper Juice Wrld.

## Biografie
Charlton Howard alias The Kid Laroi wuchs im australischen Outback, in der Minenstadt Broken Hill tief im Westen von New South Wales auf. Als junger Teenager zog seine Familie zurück nach Waterloo in die Millionenstadt Sydney, wo er ursprünglich geboren worden war. Seine Mutter brachte ihn mit R&B und Rap in Verbindung. Mit 13 Jahren trat er selbst als Rapper in Erscheinung und mit 14 Jahren veröffentlichte er seine erste EP 14 with a Dream. Außerdem nahm er am renommierten Talentwettbewerb Triple J Unearthed des gleichnamigen landesweiten Senders teil und erreichte die Finalrunde.
Ein Vorfahre Howards war ein Stammesangehöriger der Kamilaroi, woher auch der Bestandteil Laroi seines Künstlernamens rührt.
Der Erfolg brachte ihm Auftritte im Vorprogramm der Australientournee von Juice Wrld. Dabei freundete er sich mit dem US-Rapper an und dieser förderte ihn von da an in seiner weiteren Karriere. Er bekam einen Plattenvertrag bei Columbia und veröffentlichte 2019 die Single Let Her Go, die ihm erste internationale Aufmerksamkeit brachte. Der Song Diva mit Unterstützung von Lil Tecca war dann sein erster kleinerer Hit, auch wenn er die australischen Top 50 verfehlte. Juice Wrld war Ende 2019 gestorben, es war aber eine gemeinsame Single mit ihm, die ihm im Juni 2020 zum Durchbruch verhalf. Sie hieß Go, erreichte Platz 52 in den US-Singlecharts und kam auch in weiteren Ländern in die Charts. Einen weiteren Schub brachte der Track Hate the Other Side von Juice Wrlds posthumem Album Legends Never Die, an dem er als Feature beteiligt war und das auf Platz 10 in USA stieg.
Sein eigenes Debüt-Mixtape F*ck Love erschien gleich danach. Es schaffte auf Anhieb eine Top-10-Platzierung in den USA sowie Platz 3 in seiner Heimat und weitere internationale Platzierungen. Mit der Single Stay stieg er mit Justin Bieber dann auf Platz 1 in den Charts.

## Diskografie
Studioalben

| Jahr | Titel Musiklabel                                                                       | Höchstplatzierung, Gesamtwochen, AuszeichnungChartplatzierungen (Jahr, Titel, Musiklabel, Platzierungen, Wochen, Auszeichnungen, Anmerkungen) | Höchstplatzierung, Gesamtwochen, AuszeichnungChartplatzierungen (Jahr, Titel, Musiklabel, Platzierungen, Wochen, Auszeichnungen, Anmerkungen) | Höchstplatzierung, Gesamtwochen, AuszeichnungChartplatzierungen (Jahr, Titel, Musiklabel, Platzierungen, Wochen, Auszeichnungen, Anmerkungen) | Höchstplatzierung, Gesamtwochen, AuszeichnungChartplatzierungen (Jahr, Titel, Musiklabel, Platzierungen, Wochen, Auszeichnungen, Anmerkungen) | Höchstplatzierung, Gesamtwochen, AuszeichnungChartplatzierungen (Jahr, Titel, Musiklabel, Platzierungen, Wochen, Auszeichnungen, Anmerkungen) | Höchstplatzierung, Gesamtwochen, AuszeichnungChartplatzierungen (Jahr, Titel, Musiklabel, Platzierungen, Wochen, Auszeichnungen, Anmerkungen) | Höchstplatzierung, Gesamtwochen, AuszeichnungChartplatzierungen (Jahr, Titel, Musiklabel, Platzierungen, Wochen, Auszeichnungen, Anmerkungen) | Anmerkungen                                                 |
| Jahr | Titel Musiklabel                                                                       | DE | AT | CH | UK | US | AU | NZ | Anmerkungen                                                 |
| ---- | -------------------------------------------------------------------------------------- | --- | --- | --- | --- | --- | --- | --- | ----------------------------------------------------------- |
| 2020 | Fuck Love auch bekannt als: F*ck Love (Savage) und F*ck Love 3 Columbia Records (Sony) | DE33 (7 Wo.)DE | AT11 (10 Wo.)AT | CH46 Gold · (5 Wo.)CH | UK6 Platin · (87 Wo.)UK | US1 ×3Dreifachplatin · (164 Wo.)US | AU1 ×2Doppelplatin · (121 Wo.)AU | NZ2 ×4Vierfachplatin · (100 Wo.)NZ | Erstveröffentlichung: 24. Juli 2020 Verkäufe: + 4.070.000   |
| 2023 | The First Time Columbia Records (Sony)                                                 | DE65 (5 Wo.)DE | — | CH78 (1 Wo.)CH | UK29 Silber · (3 Wo.)UK | US24 Gold · (34 Wo.)US | AU3 Gold · (4 Wo.)AU | NZ7 Gold · (6 Wo.)NZ | Erstveröffentlichung: 10. November 2023 Verkäufe: + 682.500 |